# Ajaxjournaal
Het Ajaxjournaal was een televisieprogramma op RTV Noord-Holland.
In dit televisieprogramma stond de Amsterdamse voetbalclub Ajax centraal. Men praatte met spelers en trainers over de komende en afgelopen wedstrijden en ze bekeken de trainingen en het nieuws van de afgelopen week rondom Ajax.